# Comuna Poiana Vadului, Alba
Poiana Vadului (în germană Schwarzenthal, în maghiară: Feketevölgy) este o comună în județul Alba, Transilvania, România, formată din satele Costești, Duduieni, Făgetu de Jos, Făgetu de Sus, Hănășești, Lupăiești, Morcănești, Păștești, Petelei, Poiana Vadului (reședința) și Stănești.

## Demografie
Componența etnică a comunei Poiana Vadului
     Români (96,39%)
     Alte etnii (0%)
     Necunoscută (3,61%)
Componența confesională a comunei Poiana Vadului
     Ortodocși (77,71%)
     Penticostali (9,13%)
     Martori ai lui Iehova (3,61%)
     Fără religie (1,06%)
     Alte religii (0,64%)
     Necunoscută (7,86%)
Conform recensământului efectuat în 2021, populația comunei Poiana Vadului se ridică la 942 de locuitori, în scădere față de recensământul anterior din 2011, când fuseseră înregistrați 1.139 de locuitori. Majoritatea locuitorilor sunt români (96,39%), iar pentru 3,61% nu se cunoaște apartenența etnică. Din punct de vedere confesional, majoritatea locuitorilor sunt ortodocși (77,71%), cu minorități de penticostali (9,13%), martori ai lui Iehova (3,61%) și fără religie (1,06%), iar pentru 7,86% nu se cunoaște apartenența confesională.

## Politică și administrație
Comuna Poiana Vadului este administrată de un primar și un consiliu local compus din 9 consilieri. Primarul, Beniamin Toader[*], de la Partidul Național Liberal, este în funcție din 2016. Începând cu alegerile locale din 2024, consiliul local are următoarea componență pe partide politice:
|  | Partid                          | Consilieri | Componența Consiliului | Componența Consiliului | Componența Consiliului | Componența Consiliului |
|  | ------------------------------- | ---------- | ---------------------- | ---------------------- | ---------------------- | ---------------------- |
|  | Partidul Național Liberal       | 4          |                        |                        |                        |                        |
|  | Partidul Social Democrat        | 3          |                        |                        |                        |                        |
|  | Alianța pentru Unirea Românilor | 1          |                        |                        |                        |                        |
|  | Uniunea Salvați România         | 1          |                        |                        |                        |                        |

## Atracții turistice
- Biserica ortodoxă "Sfinții Arhangheli Mihail și Gavriil" din satul Poiana Vadului
- Monumentul Eroilor din Poiana Vadului